# Samuel Uchôa
Samuel Filipe de Sousa Uchôa (Jaguaretama, 21 de dezembro de 1843 - 25 de junho de 1902), foi um advogado, juiz de direito, delegado de polícia e deputado brasileiro.

## Biografia
Filho de Antônio Raulino de Sousa Uchoa e Antônia Cavalcante Uchoa. Nasceu na antiga vila de Riacho do Sangue, depois Frade e hoje cidade de Jaguaretama, no interior do Ceará. Formou-se em direito pela Faculdade de Direito do Recife, onde bacharelou-se em 1866. Foi nomeado Promotor Público em Tauá, depois Acaraú e Granja, comarca esta última em que foi Juiz Municipal e de órfãos. Foi nomeado Juiz de Direito em Ipu. Transferido, tornou-se Chefe de Polícia do Pará.
Em 1875 foi nomeado Juiz de Direito de Campo Maior, no Piauí, onde se demorou pelo tempo de doze anos. Juiz de Direito também em Aracati, Ceará, onde fundou o Jornal Jaguaribe e um gabinete de leitura. Chefe de Polícia do Ceará em 1880. O último cargo a ocupar foi o de Juiz Seccional do Estado do Ceará, e o exerceu até falecer, em 25 de junho de 1902. Foi Deputado Provincial nos biênios (1872-1873) e (1876-1877).

## Homenagens
- Patrono da cadeira nº 34 da Academia Cearense de Letras,[8]
- Uma rua em Fortaleza foi nomeada em homenagem ao jurista,[9]